# Fiano Romano
Fiano Romano é uma comuna italiana da região do Lácio, província de Roma, com cerca de 8.313 habitantes. Estende-se por uma área de 41 km², tendo uma densidade populacional de 203 hab/km². Faz fronteira com Capena, Civitella San Paolo, Montelibretti, Montopoli di Sabina (RI), Nazzano.

## Demografia
| Variação demográfica do município entre 1861 e 2011                               |
|                                                                                   |
| Fonte: Istituto Nazionale di Statistica (ISTAT) - Elaboração gráfica da Wikipedia |